# اغتيال مالكوم إكس
مالكوم إكس، وزير مسلم أمريكي من أصل أفريقي وناشط في مجال حقوق الإنسان وكان شخصية مشهورة خلال حركة الحقوق المدنية، تعرض لإطلاق نار عدة مرات وتوفي متأثرًا بجراحه في مانهاتن بمدينة نيويورك في 21 فبراير 1965، عن عمر يناهز 39 عامًا أثناء استعداده لإلقاء كلمة أمام منظمة الوحدة الإفريقية الأمريكية في قاعة أودوبون في حي واشنطن هايتس. تم توجيه الاتهام إلى ثلاثة أعضاء من أمة الإسلام —محمد عبد العزيز وخليل إسلام وتوماس هاجان—وحوكموا وأدينوا بارتكاب جريمة القتل وحُكم عليهم بالسجن مدى الحياة غير محددة، ولكن في نوفمبر 2021، تمت تبرئة عزيز وإسلام.
استمرت التكهنات حول عملية الاغتيال وما إذا كانت قد خطط لها أو ساعد فيها أعضاء بارزون أو إضافيون في حركة الأمة، أو من قبل وكالات إنفاذ القانون، وخاصة مكتب التحقيقات الفيدرالي ووكالة المخابرات المركزية، لعقود من الزمان بعد إطلاق النار. كان الاغتيال واحدًا من أربع عمليات اغتيال كبرى في ستينيات القرن العشرين في الولايات المتحدة، وجاء بعد عامين من اغتيال جون كينيدي في عام 1963، وقبل ثلاثة أعوام من اغتيال مارتن لوثر كينج الابن وروبرت ف. كينيدي في عام 1968.

## تهديدات بالقتل والترهيب من أمة الإسلام
طوال عام 1964، اشتد الصراع بين مالكوم إكس وأمة الإسلام، وتعرض للتهديد مرارًا وتكرارًا. اختلف مالكوم إكس مع حركة أمة الإسلام وزعيم الحركة إلايجا محمد، بعد تصريحات مالكوم إكس الاستفزازية حول اغتيال الرئيس جون كينيدي وأيضًا بعد أن أدان مالكوم إكس العلاقات الجنسية لإلايجا محمد مع العديد من الفتيات القاصرات. أعلن مالكوم إكس علنًا رحيله عن أمة الإسلام في مارس 1964.
في فبراير، أمر أحد زعماء معبد رقم سبعة بتفجير سيارة مالكوم إكس. في مارس، أخبر إيليا محمد وزير بوسطن لويس إكس (المعروف لاحقًا باسم لويس فرخان) أن «المنافقين مثل مالكوم يجب قطع رؤوسهم»؛ تضمنت طبعة 10 أبريل من مجلة محمد يتحدث رسمًا كاريكاتوريًا يصور رأس مالكوم إكس المقطوع وهو يقفز.
في 8 يونيو، سجلت مراقبة مكتب التحقيقات الفيدرالي مكالمة هاتفية قيل فيها لبيتي شباز أن زوجها «في حكم الميت». وبعد أربعة أيام، تلقى أحد مخبري مكتب التحقيقات الفيدرالي بلاغًا مفاده أن «مالكوم إكس سيُقتل». وفي نفس الشهر، رفعت حركة الأمة دعوى قضائية لاستعادة مسكن مالكوم إكس في إيست إلمهورست، كوينز، نيويورك. أُمرت عائلته بإخلاء المنزل ولكن في 14 فبراير 1965—الليلة التي سبقت جلسة استماع بشأن تأجيل الإخلاء – دُمر المنزل بالنيران.
في 9 يوليو، أشار مساعد محمد جون علي (المشتبه في أنه عميل سري لمكتب التحقيقات الفيدرالي) إلى مالكوم إكس قائلاً: «أي شخص يعارض المحترم إلايجا محمد يعرض حياته للخطر». في العدد الصادر في 4 ديسمبر من مجلة محمد يتحدث، كتب لويس إكس أن «»رجلاً مثل مالكوم يستحق الموت.
قام عدد سبتمبر 1964 من مجلة إبوني بتسليط الضوء على تحدي مالكوم إكس لهذه التهديدات من خلال نشر صورة له وهو يحمل بندقية إم 1 كاربين بينما ينظر من النافذة.
في الثامن عشر من فبراير، نقل مالكوم إكس في مقابلة أنه كان "رجلًا مستهدفًا"، في إشارة إلى قطع علاقاته بالأمة وكيف كان ذلك في النهاية سببًا في وفاته. وتابع قائلاً: «لا أحد يستطيع الخروج دون مشاكل، وهذه المشكلة معي ستحل بالموت والعنف».
في 19 فبراير 1965، أخبر مالكوم إكس المحاور جوردون باركس أن أمة الإسلام كانت تحاول قتله بنشاط.

## الاغتيال

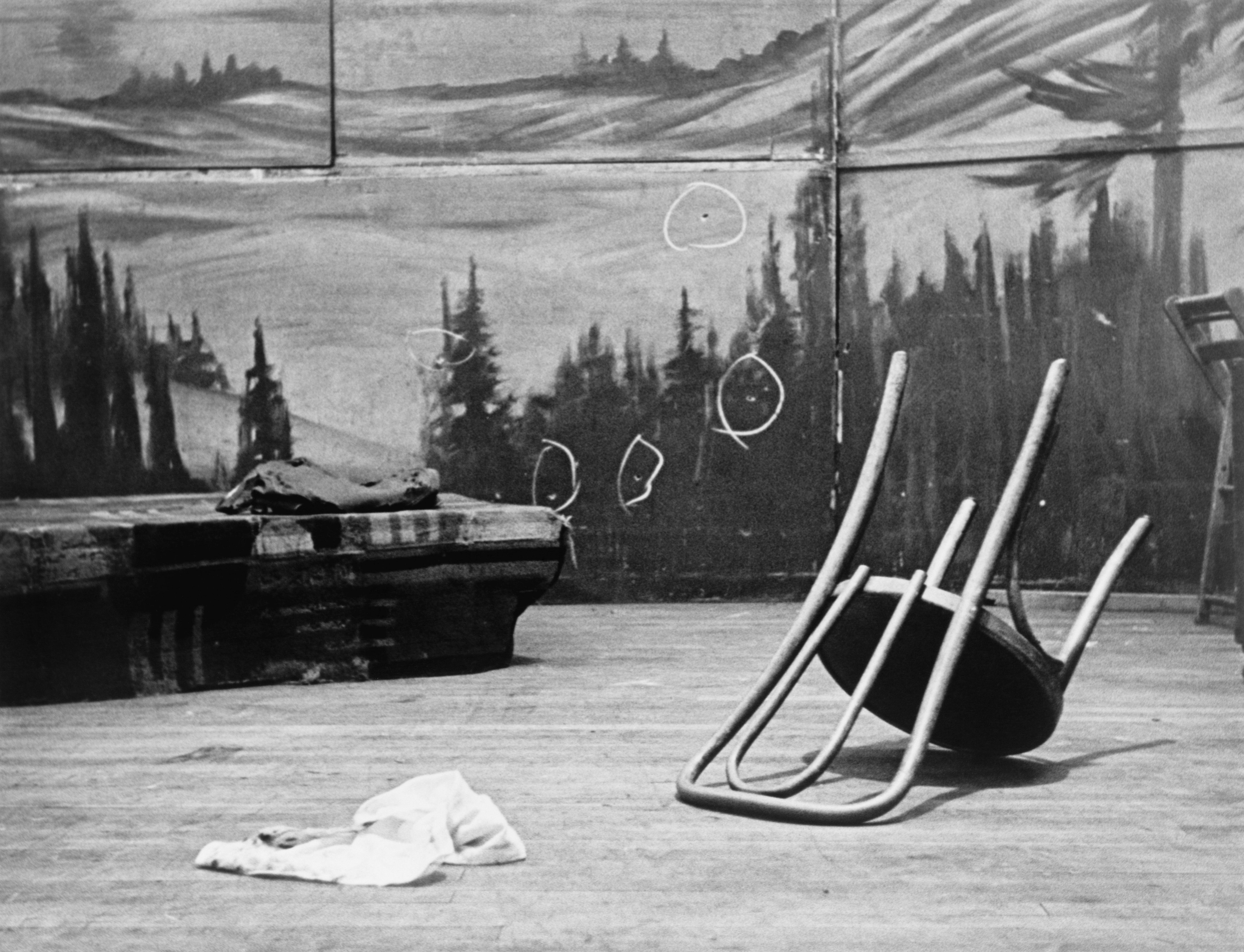
مسرح قاعة أودوبون بعد جريمة القتل، مع ثقوب الرصاص التي تم تحديدها بدوائر

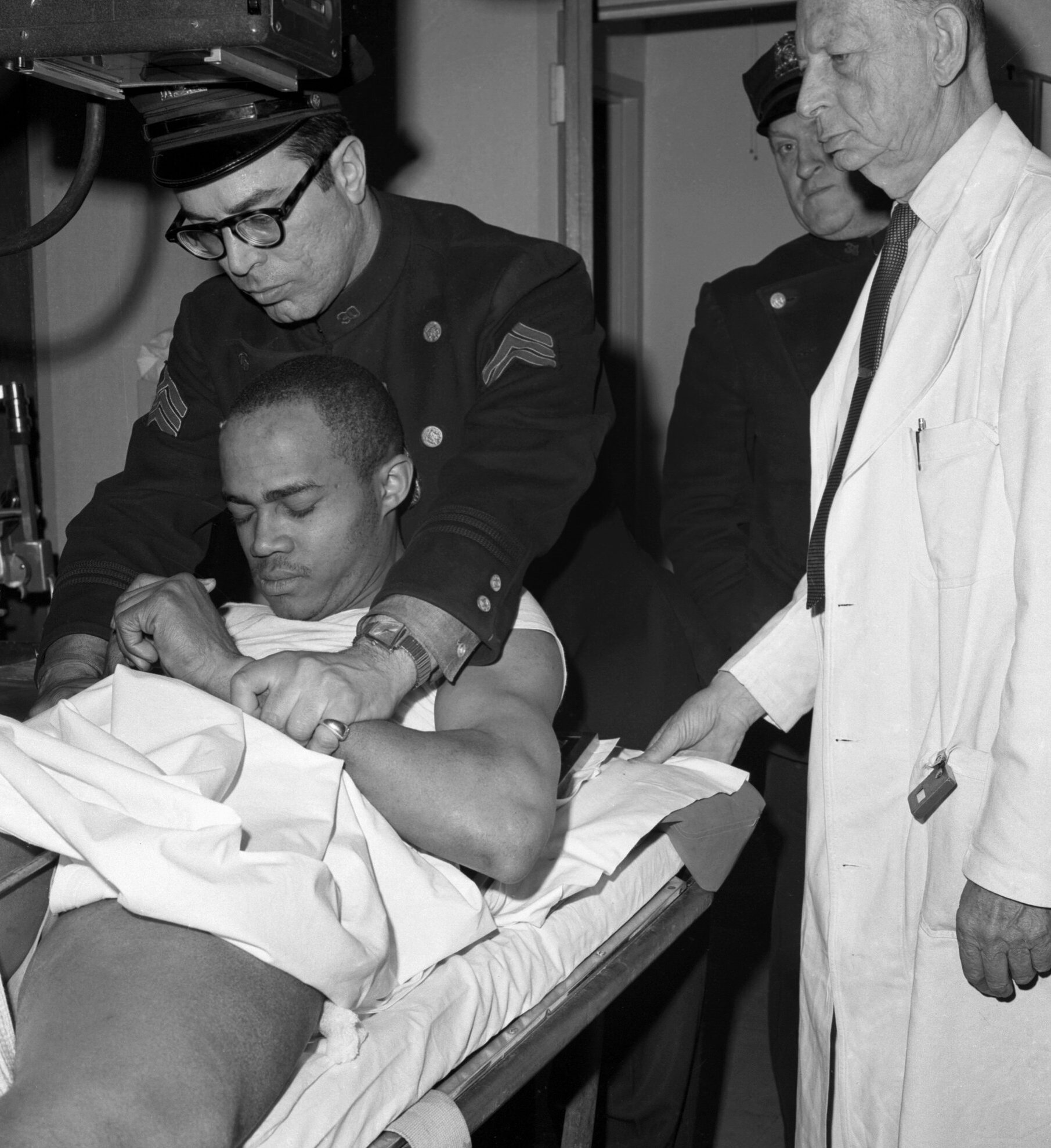
القاتل توماس هاجان مقيد من قبل ضابط شرطة في المستشفى الذي تم نقله إليه بعد القتل.

في 21 فبراير 1965، كان مالكوم إكس يستعد لإلقاء كلمة أمام منظمة الوحدة الإفريقية الأمريكية في قاعة أودوبون في مانهاتن عندما صاح أحد الحضور البالغ عددهم 400 شخص، «يا زنجي! أخرج يدك من جيبي!» وبينما كان مالكوم إكس وحراسه الشخصيون يحاولون تهدئة الاضطرابات، اندفع رجل إلى الأمام وأطلق عليه النار مرة واحدة في صدره ببندقية مقطوعة وهاجم رجلان آخران المسرح وأطلقا النار من مسدسات نصف آلية. أُعلن عن وفاة مالكوم إكس في الساعة 3:30 مساءً، بعد وقت قصير من وصوله إلى مستشفى كولومبيا المشيخي. حدد تشريح الجثة 21 جرحًا ناجمًا عن طلقات نارية في الصدر والكتف الأيسر والذراعين والساقين، بما في ذلك عشرة جروح ناجمة عن طلقات نارية من طلقات البندقية الأولية.
يزعم ليه باين وتامارا باين، في سيرتهما الذاتية الفائزة بجائزة بوليتسر بعنوان الموتى ينهضون: حياة مالكوم إكس، أن القتلة كانوا أعضاء في جماعة أمة الإسلام في نيوآرك، نيو جيرسي: ويليام 25 إكس (المعروف أيضًا باسم ويليام برادلي)، الذي أطلق البندقية؛ وليون ديفيس؛ وتوماس هاجان (المعروف لفترة باسم تالمادج إكس هاير).
تعرض أحد المسلحين، عضو أمة الإسلام تالمادج هاير، للضرب من قبل الحشد قبل وصول الشرطة. حدد الشهود المسلحين الآخرين على أنهم أعضاء الأمة نورمان 3 إكس بتلر وتوماس 15X جونسون. أدين الثلاثة بالقتل في مارس 1966 وحُكم عليهم بالسجن مدى الحياة. في المحاكمة اعترف هاير، لكنه رفض تحديد هوية المهاجمين الآخرين باستثناء التأكيد على أنهم ليسوا بتلر وجونسون. في عامي 1977 و1978، وقع على إقرارات تؤكد براءة بتلر وجونسون، وذكر أربعة أعضاء آخرين من الأمة في جماعة نيوآرك رقم 25 كمشاركين في القتل أو التخطيط له، لم تسفر هذه الإقرارات عن إعادة فتح القضية. في عام 2020، تم عرض المسلسل الوثائقي من نتفليكس من قتل مالكوم إكس؟ استكشفت عملية الاغتيال، مما أدى إلى إطلاق مراجعة جديدة لعملية القتل من قبل مكتب المدعي العام في مانهاتن.
في 18 نوفمبر 2021، برأ المدعي العام لمنطقة مانهاتن سيراس فانس جونيور بتلر، المعروف الآن باسم محمد عبد العزيز، وجونسون، المعروف الآن باسم خليل الإسلام، من الجريمة. أُطلق سراح عزيز بشروط في عام 1985 وأصبح رئيس مسجد هارلم التابع للأمة في عام 1998؛ وهو يصر على براءته. في السجن، رفض الإسلام تعاليم الأمة واعتنق الإسلام السني. أُطلق سراحه في عام 1987، وصرّح ببراءته حتى وفاته في أغسطس 2009. هاير، الذي رفض أيضًا تعاليم الأمة أثناء وجوده في السجن واعتنق الإسلام السني،[6] يُعرف اليوم باسم مجاهد حليم. أُطلق سراحه بشروط في عام 2010.
تم بث تقرير خاص على شبكة سي إن إن بعنوان شاهد: اغتيال مالكوم إكس في 17 فبراير 2015. تضمن التقرير مقابلات مع العديد من الأشخاص الذين عملوا معه، بما في ذلك أ. بيتر بيلي وإيرل جرانت، بالإضافة إلى ابنة مالكوم إكس، إلياسا شباز.

### الجنازة
حضر العرض العام، في الفترة من 23 إلى 26 فبراير في دار جنازات يونيتي في هارلم، حوالي 14،000 إلى 30،000 من المعزين. وفي الجنازة التي أقيمت في 27 فبراير، تم تركيب مكبرات الصوت للحشد الغفير خارج معبد الإيمان الذي يتسع لألف مقعد في هارلم التابع لكنيسة الله في المسيح، وبثت محطة تلفزيونية محلية الخدمة على الهواء مباشرة.
وكان من بين قادة الحقوق المدنية الذين حضروا جون لويس، وبايرد رستن، وجيمس فورمان، وجيمس فارمر، وجيسي غراي، وأندرو يونغ. ألقى الممثل والناشط أوسي ديفيس كلمة التأبين، واصفًا مالكوم إكس بأنه «أميرنا الأسود اللامع ... الذي لم يتردد في الموت لأنه أحبنا كثيرًا»:
هناك من سيعتبرون من واجبهم، كأصدقاء للشعب الزنجي، أن يخبرونا أن نشتمه، وأن نهرب، حتى من حضور ذكراه، لإنقاذ أنفسنا من خلال كتابته خارج تاريخ أوقاتنا المضطربة. سيسأل الكثيرون عما يجده هارلم في هذا القبطان الشاب العاصف والمثير للجدل والجريء وسنبتسم. سيقول الكثيرون ابتعدوا–ابتعدوا عن هذا الرجل، لأنه ليس رجلاً بل شيطان ووحش ومخرب وعدو للرجل الأسود– وسنبتسم. سيقولون إنه حاقد –متعصب وعنصري– لا يمكنه إلا أن يجلب الشر للقضية التي تناضل من أجلها! وسنجيبهم ونقول لهم: هل تحدثت إلى الأخ مالكوم من قبل؟ هل لمسته من قبل، أو ابتسم لك؟ هل استمعت إليه حقًا من قبل؟ هل فعل شيئًا حقيرًا من قبل؟ هل ارتبط هو نفسه بالعنف أو أي اضطراب عام؟ لأنه إذا فعلت ذلك، فستعرفه. ولو كنت تعرفه لعرفت لماذا يجب علينا أن نكرمه... وبتكريمه فإننا نكرم أفضل ما في أنفسنا.
دُفن مالكوم إكس في مقبرة فرنكليف في هارتسديل، نيويورك. استخدم الأصدقاء معاول حفاري القبور لإكمال الدفن بأنفسهم.
قامت الممثلة والناشطة روبي دي وجوانيتا بواتييه (زوجة سيدني بواتييه) بتأسيس لجنة الأمهات المعنيات لجمع الأموال لبناء منزل لعائلته ولتعليم أطفاله.

### ردود الفعل
كانت ردود الفعل تجاه اغتيال مالكوم إكس متباينة. ففي برقية إلى بيتي شباز، أعرب مارتن لوثر كينغ الابن عن حزنه إزاء «الاغتيال المروع والمأساوي لزوجك». وقال:
ورغم أننا لم نتفق دائماً على الأساليب الكفيلة بحل مشكلة العرق، إلا أنني كنت دوماً أكنّ عاطفة عميقة لمالكوم، وكنت أشعر بأنه كان يتمتع بقدرة عظيمة على تحديد وجود المشكلة وجذورها. وكان متحدثاً فصيحاً عن وجهة نظره، ولا أحد يستطيع أن يشكك في أن مالكوم كان مهتماً اهتماماً كبيراً بالمشاكل التي نواجهها كعرق.
صرح إلايجا محمد في مؤتمر يوم المنقذ السنوي في 26 فبراير أن «مالكوم إكس حصل على ما كان يبشر به»، لكنه نفى أي تورط في جريمة القتل. قال محمد: «لم نكن نريد قتل مالكوم ولم نحاول قتله»، مضيفًا «نحن نعلم أن مثل هذه التعاليم الجاهلة والحمقاء ستؤدي به إلى نهايته».
كان الكاتب جيمس بالدوين، الذي كان صديقًا لمالكوم إكس، في لندن عندما سمع خبر الاغتيال. ورد بسخط على المراسلين الذين أجروا معه مقابلة، صاح: «لقد فعلتم ذلك! إنه بفضلكم—الرجال الذين خلقوا هذا التفوق الأبيض—مات هذا الرجل. أنتم لستم مذنبين، لكنكم فعلتم ذلك... طواحينكم ومدنكم واغتصابكم لقارة بدأ كل هذا».
كتبت صحيفة نيويورك بوست أن «حتى أشد منتقديه أدركوا عبقريته—التي غالبًا ما كانت جامحة وغير متوقعة وغريبة الأطوار، ولكنها مع ذلك تمتلك وعدًا يجب أن يظل غير محقق الآن». كتبت صحيفة نيويورك تايمز أن مالكوم إكس كان «رجلًا غير عادي ومختل عقليًا» حوّل العديد من المواهب الحقيقية إلى غرض شرير «وأن حياته «ضاعت بشكل غريب ومثير للشفقة». وصفته مجلة تايم بأنه «ديماغوجي وقح» و«كانت عقيدته العنف».

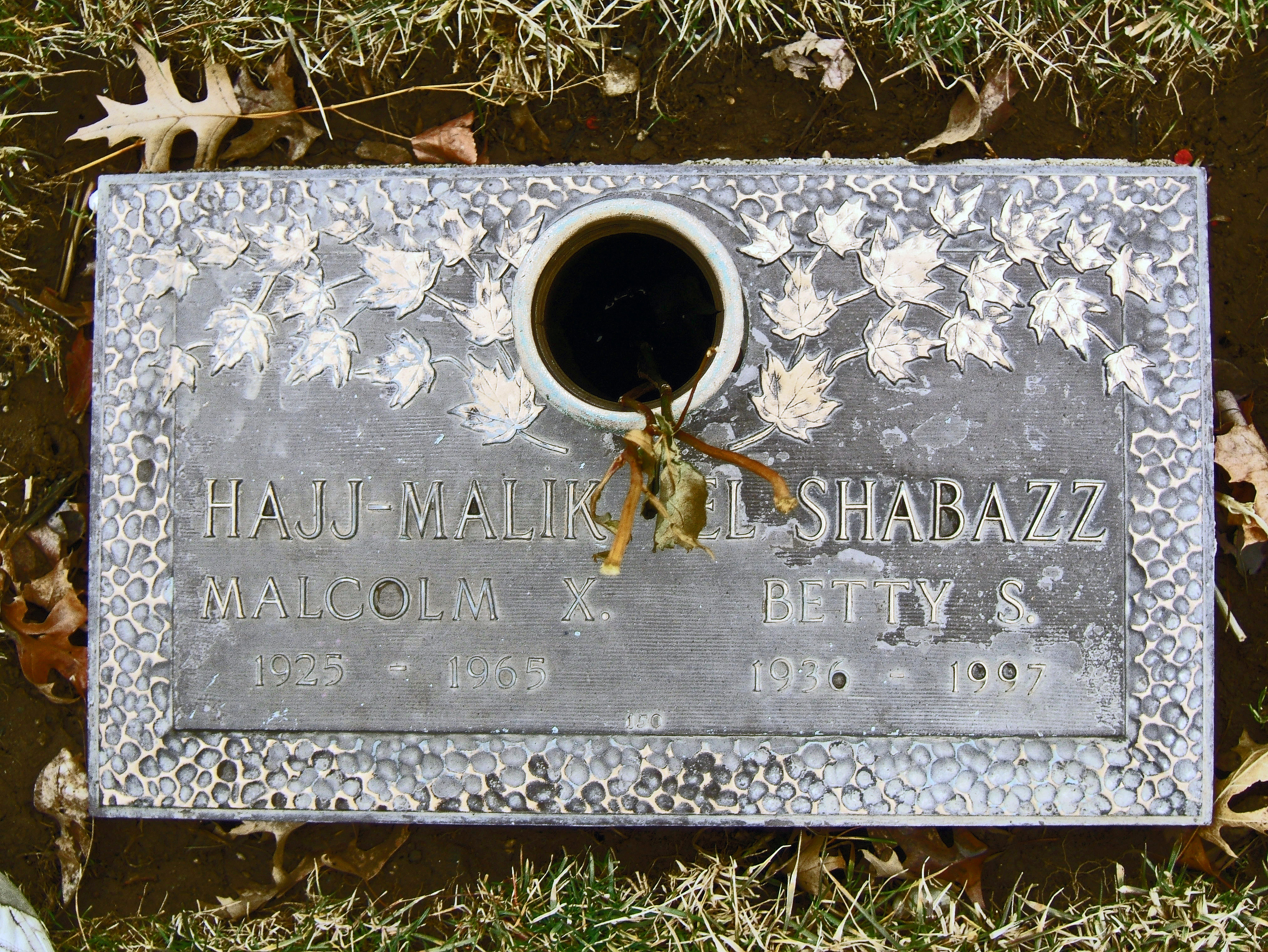
قبر مالكوم إكس

خارج الولايات المتحدة، وخاصة في أفريقيا، كانت الصحافة متعاطفة. كتبت صحيفة ديلي تايمز النيجيرية أن مالكوم إكس «سيكون له مكان في قصر الشهداء». شبهته صحيفة غانيان تايمز بجون براون ومدغار إيفرز وباتريس لومومبا، واعتبرته من بين «مجموعة من الأفارقة والأمريكيين الذين استشهدوا في سبيل قضية الحرية». في الصين، وصفت صحيفة الشعب اليومية مالكوم إكس بأنه شهيد قُتل على يد «الدوائر الحاكمة والعنصريين» في الولايات المتحدة؛ وكتبت الصحيفة أن اغتياله أظهر أنه «في التعامل مع القمع الإمبريالي، يجب مواجهة العنف بالعنف». ذكرت صحيفة قوانغمينغ ديلي، التي تصدر أيضًا في بكين، أن «مالكوم قُتل لأنه ناضل من أجل الحرية والمساواة في الحقوق». في كوبا، وصفت صحيفة إل موندو الاغتيال بأنه «جريمة عنصرية أخرى للقضاء على النضال ضد التمييز بالعنف». في عمود أسبوعي كتبه لصحيفة نيويورك أمستردام نيوز، تأمل كينج في مالكوم إكس واغتياله:
 برز مالكوم إكس كشخصية عامة جزئيًا نتيجة لفيلم وثائقي تلفزيوني بعنوان «الكراهية التي أنتجتها الكراهية». يشير هذا العنوان إلى طبيعة حياة مالكوم وموته.
من الواضح أن مالكوم إكس كان نتاجًا للكراهية والعنف المستثمر في وجود الزنوج البائس في هذه الأمة. ...
في شبابه، لم يكن هناك أمل، ولا وعظ أو تعليم أو حركات اللاعنف. ...
إنها شهادة على عمق شخصية مالكوم ونزاهته أنه لم يستطع أن يصبح قيصرًا للعالم السفلي، بل تحول مرارًا وتكرارًا إلى الدين من أجل المعنى والمصير. كان مالكوم لا يزال يتحول وينمو في وقت اغتياله الوحشي الذي لا معنى له. ...

مثل مقتل لومومبا، فإن مقتل مالكوم إكس يحرم العالم من زعيم عظيم محتمل. لا أستطيع أن أتفق مع أي من هذين الرجلين، لكنني أستطيع أن أرى فيهما قدرة على القيادة يمكنني احترامها، والتي كانت قد بدأت للتو في النضج في الحكم ورجال الدولة.

### إدعاءات المؤامرة

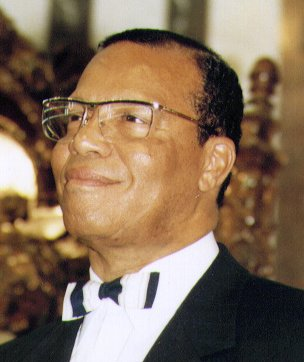
لويس فرخان في عام 2005

في غضون أيام، كان السؤال حول من يتحمل المسؤولية عن الاغتيال محل نقاش علني. في 23 فبراير، أعلن جيمس فارمر، زعيم مؤتمر المساواة العرقية، في مؤتمر صحفي أن تجار المخدرات المحليين، وليس أمة الإسلام، هم المسؤولون. واتهم آخرون شرطة نيويورك أو مكتب التحقيقات الفيدرالي أو وكالة المخابرات المركزية، مشيرين إلى عدم وجود حماية من الشرطة، وسهولة دخول القتلة إلى قاعة أودوبون، وفشل الشرطة في الحفاظ على مسرح الجريمة. كتب إيرل جرانت، أحد شركاء مالكوم إكس الذي كان حاضرًا في الاغتيال، لاحقًا:
[بعد] حوالي خمس دقائق، حدث مشهد لا يصدق. دخل إلى القاعة حوالي اثني عشر شرطيًا. كانوا يتجولون بالسرعة التي يتوقعها المرء منهم إذا كانوا يقومون بدورية في حديقة هادئة. لم يبدو عليهم أي حماس أو قلق بشأن الظروف.

لم أستطع أن أصدق عيني. فقد كان رجال شرطة مدينة نيويورك يدخلون غرفة سمع منها ما لا يقل عن اثنتي عشرة طلقة نارية، ومع ذلك لم يكن أحدهم يحمل سلاحه! والواقع أن بعضهم كان يضع يديه في جيوبه.
في سبعينيات القرن العشرين، علم الجمهور ببرنامج مشروع كوينتيلبرو وغيره من برامج مكتب التحقيقات الفيدرالي السرية التي أُنشئت للتسلل إلى منظمات الحقوق المدنية وتعطيلها خلال الخمسينيات والستينيات. كتب لويس لوماكس أن جون علي، السكرتير الوطني لأمة الإسلام، كان عميلًا سابقًا لمكتب التحقيقات الفيدرالي. ومع ذلك، نفى علي في مقابلة أنه عمل لصالح مكتب التحقيقات الفيدرالي من قبل، وذكر بدلاً من ذلك أنه تمت مقابلته فقط. كان مالكوم إكس قد اعترف لمراسل أن علي أدى إلى تفاقم التوترات بينه وبين إلايجا محمد، وأنه يعتبر علي «عدوه اللدود» داخل قيادة أمة الإسلام. كان علي قد التقى مع تالمادج هاير، أحد الرجال المدانين بقتل مالكوم إكس، في الليلة التي سبقت الاغتيال.
عائلة شباز من بين أولئك الذين اتهموا لويس فراخان بالتورط في اغتيال مالكوم إكس. في خطاب ألقاه عام 1993، بدا أن فراخان يعترف بإمكانية مسؤولية أمة الإسلام: لسنوات عديدة، كانت بيتي شباز، أرملة مالكوم إكس، تشعر بالاستياء تجاه أمة الإسلام—وفراخان على وجه الخصوص—لما شعرت أنه دورهم في اغتيال زوجها. في خطاب ألقاه عام 1993، بدا أن فراخان يؤكد أن أمة الإسلام مسؤولة عن الاغتيال:
لا نكترث لقانون الرجل الأبيض إذا هاجمت ما نحبه. وبصراحة، هذا ليس من شأنك. ماذا تقول عنه؟ هل علمت مالكوم؟ هل صنعت مالكوم؟ هل نظفت مالكوم؟ هل وضعت مالكوم أمام العالم؟ هل كان مالكوم خائنًا لك أم لنا؟ وإذا تعاملنا معه كما تتعامل الأمة مع الخائن، فما شأنك أنت؟ أغلق فمك فقط، وابتعد عن هذا الأمر. لأنه في المستقبل، سنصبح أمة. ويجب أن تكون الأمة قادرة على التعامل مع الخونة والقتلة والمرتدين. الرجل الأبيض يتعامل مع خونه. واليهود يتعاملون مع خونة أنفسهم.
خلال مقابلة عام 1994، سأل جاب بريسمان شباز عما إذا كان فاراخان «له أي علاقة» بوفاة مالكوم إكس. فأجابت: «بالطبع، نعم. لم يبق أحد الأمر سراً. لقد كان وسام شرف. تحدث الجميع عنه، نعم».
في مقابلة مع برنامج 60 دقيقة تم بثها خلال شهر مايو 2000، صرح فاراخان أن بعض الأشياء التي قالها ربما أدت إلى اغتيال مالكوم إكس. وقال: «ربما كنت متواطئًا في الكلمات التي قلتها». «أقر بذلك وأأسف لأن أي كلمة قلتها تسببت في فقدان حياة إنسان». بعد بضعة أيام، نفى فاراخان أنه "أمر باغتيال" مالكوم إكس، على الرغم من أنه اعترف مرة أخرى بأنه «خلق الجو الذي أدى في النهاية إلى اغتيال مالكوم إكس».
لم يتم التوصل إلى توافق في الآراء بشأن المسؤول عن الاغتيال. في أغسطس 2014، تم إطلاق عريضة عبر الإنترنت باستخدام آلية العريضة عبر الإنترنت للبيت الأبيض لدعوة الحكومة إلى الإفراج، دون تغيير، عن أي ملفات لا تزال تحتفظ بها تتعلق بقتل مالكوم إكس. في يناير 2019، كان أفراد عائلات مالكوم إكس ومارتن لوثر كينغ جونيور وعائلة كينيدي من بين عشرات الأمريكيين الذين وقعوا على بيان عام يطالب بتشكيل لجنة الحقيقة والمصالحة لإقناع الكونغرس أو وزارة العدل بمراجعة اغتيالات جميع القادة الأربعة خلال الستينيات. في 21 فبراير 2021، أصدرت عائلة المحقق المتوفى في شرطة نيويورك ريموند وود، إلى جانب ثلاث من بنات مالكوم إكس، رسالة يُزعم أنها كتبها وود والتي ادعت تورط شرطة نيويورك ومكتب التحقيقات الفيدرالي في الاغتيال، ومع ذلك، يزعم آخرون أن الرسالة مزورة من قبل ابن عم وود.

## دعوى قضائية في المحكمة الجزئية الفيدرالية
في 15 نوفمبر 2024، رفعت عائلة مالكوم إكس دعوى مدنية في المحكمة الفيدرالية في مانهاتن زاعمة أن إدارة شرطة نيويورك ووكالة المخابرات المركزية ومكتب التحقيقات الفيدرالي لعبت دورًا في مقتله، وطالبت بتعويضات قدرها 100 مليون دولار. تزعم الدعوى أن الوكالات كانت على علم بمؤامرة الاغتيال لكنها فشلت في التدخل، وكشفت عنه بشكل أكبر من خلال اعتقال حراسه الشخصيين وإزالة الضباط عمدًا من قاعة الرقص قبل إطلاق النار عليه. تزعم الدعوى أيضًا أنه بعد الاغتيال، أخفت الوكالات معلومات احتيالية عن عائلته وعرقلت الجهود المبذولة لتحديد قاتليه.

## التصوير في الثقافة الشعبية
تم تصوير عملية الاغتيال في وسائل إعلام مختلفة، بما في ذلك الفيلم التلفزيوني لعام 1981، موت نبي، والفيلم السينمائي لعام 1992 مالكوم إكس.
ركز فيلم موت نبي، بطولة مورغان فريمان في دور مالكوم إكس، في المقام الأول على عملية الاغتيال. قالت صحيفة بيتسبرغ بوست جازيت إن الفيلم «سيحفز المناقشة، لكنه لن يلقي أي ضوء على [الاغتيال] نفسه... إن القول بأن موت نبي يأخذ الحريات مع الحقائق هو أقل من الحقيقة، لكن الدرجة التي يفعل بها ذلك يمكن أن تكون مزعجة بعض الشيء في بعض الأحيان... ومع ذلك، تمكن الفيلم من التقاط حقيقة أساسية—كان يُنظر إلى مالكوم إكس في بعض الدوائر وحكومتنا على أنه رجل خطير بسبب بلاغته وانضباطه الذاتي وتفانيه الدؤوب في تحرير السود».
صور فيلم مالكوم إكس، بطولة دينزل واشنطن، عملية الاغتيال على أنها من تنفيذ أعضاء أمة الإسلام، متفقًا مع شهادة هاير حول من كان هناك، مع قيام جيانكارلو اسبوزيتو ووندل بيرس وليونارد إل. توماس وليلاند جاستن ويب ومايكل جيس بتجسيد القتلة. حصل المنتج مارفن وورث على حقوق السيرة الذاتية لمالكوم إكس في عام 1967، لكن الإنتاج واجه صعوبات في سرد القصة بأكملها، ويرجع ذلك جزئيًا إلى الأسئلة غير المحلولة المحيطة بالاغتيال. في عام 1971، صنع وورث فيلمًا وثائقيًا لاقى استحسانًا جيدًا، مالكوم إكس، والذي حصل على ترشيح لجائزة الأوسكار في تلك الفئة.
من قتل مالكوم إكس؟، وهو مسلسل وثائقي على نتفليكس عام 2020 حول هذا الحدث، أدى إلى مراجعة جريمة القتل من قبل مكتب المدعي العام في مانهاتن.
يصور الفيلم السيرة الذاتية علي لعام 2001، بطولة ويل سميث في دور محمد علي، اغتيال مالكوم إكس، الذي يجسده الممثل الأمريكي ماريو فان بيبلس.
يصور الموسم الثالث لعام 2023 من المسلسل التلفزيوني عراب حي هارلم اغتيال مالكوم إكس، الذي يلعب دوره الممثل الأمريكي جيسون آلان كارفيل، كنهاية للموسم.

## الملاحظات
1. ↑  في خاتمة كتاب السيرة الذاتية لمالكوم إكس، كتب هالي أن مالكوم إكس قال: «انتظر! انتظر! لا تتحمس. دعونا نهدأ يا إخوتي» (ص 499). ووفقًا لنسخة منقحة من تسجيل صوتي، كانت الكلمات الوحيدة التي قالها مالكولم هي: «انتظر!»، مكررة عشر مرات (دي كارو، ص 274).